# 8036 Maehara
A 8036 Maehara (ideiglenes jelöléssel 1992 UG4) a Naprendszer kisbolygóövében található aszteroida. Endate Kin és Vatanabe Kazuró fedezte fel 1992. október 26-án.